# Másodlagos anyagcseretermék
A másodlagos anyagcseretermékek (más néven szekunder metabolitok) olyan szerves vegyületek, amelyek közvetlenül nem játszanak szerepet az élőlények növekedésében, fejlődésében, vagy a szaporodásában. Az elsődleges anyagcseretermékekkel ellentétben hiányuk nem vezet az élőlények gyors pusztulásához, viszont  hosszú távon a rontja a túlélést, a termékenységet, esztétikai változásokat okoz, de az is előfordul, hogy a hiánynak nincsenek következményei. A másodlagos anyagcseretermékek jelenléte gyakran egy  filogenetikai csoporton belül csak bizonyos fajokra korlátozódik. A szekunder metabolitok gyakran fontos szerepet játszanak a kártevők elleni növényi védekezésben és egyéb, fajok közötti védekezésben. A másodlagos anyagcseretermékek számos gyógyszer, aromaanyag, növényvédőszer előállításának alapanyagai. Ilyen célokra elsősorban növények, gombák, baktériumok metabolitjait alkalmazzák.
A másodlagos metabolitok hozzájárulnak egy adott faj környezeti hatásokkal szembeni védelméhez, javítják helyzetét a fajok közötti kompeticióban és a fajok közötti interakciókban, de nincsenek közvetlen befolyással a túlélésre, életképességre. Általában jellemzőek egy taxonra vagy egy konkrét fajra. Előfordul, hogy egy adott szekunder metabolit egyes fajokra mérgező, más fajokra viszont nem. A selyemkóró (Asclepias sp.) fajai több állatfaj számára mérgezőek, a pompás királylepkék azonban károsodás nélkül elfogyasztják a növény tejnedvét. Ez azzal az előnnyel jár számukra, hogy a bennük felhalmozódó mérgező anyagok védelmet jelentenek a ragadozókkal szemben.

## Emberi szervezetre kifejtett hatások
A másodlagos metabolitok az emberi étrend részei, és több módon hatnak a humán szervezet működésére. Azon kívül, hogy jótékonyan vagy károsan hatnak az életműködésekre, azt is befolyásolják, hogy mit eszünk. Bizonyos illékony vegyületeknek kulcsszerepe van az élelmiszerekkkel kapcsolatos preferenciák alakulásában. A másodlagos anyagcseretermékek célzott alkalmazása egészségvédő, betegségmegelőző és gyógyhatások elérését is szolgálhatja. A növényi polifenolok antioxidáns hatása számos betegség kockázatának csökkentésében bizonyított, de ugyanilyen összefüggés más szekunder metabolit, pl. a glikozinolátok esetén is ismert. Bizonyos vegyületeket, például a koffeint vagy a nikotint nem gyógyhatás elérésére alkalmazzák, de számos másodlagos anyagcseretermék gyógyszerként hasznosul. Más anyagok erős méregként vagy kábítószerként ismertek. Hogy gyógyszernek vagy méregnek tekintünk egy szekunder metabolitot, az attól függ, hogy az emberi szervezetre kifejtett hatása előnyös-e, de az alkalmazás módja, dózisa és célja is meghatározó: a tetrodotoxin igen veszélyes méreg, ugyanakkor megfelelő módon alkalmazva gyógyászat célú használata is elképzelhető.  

## Csoportjaik
A szekunder metaboliok csoportosításának legkézenfekvőbb alapja a bioszintézisük. Az alábbi kategóriáknak nem mindegyik tagja másodlagos anyagcseretermék (pl. a szteroidok egy jelentős része). Ennek az az oka, hogy az elsődleges és másodlagos anyagcseretermékek bioszintézise részben átfed, esetenként ugyanazon enzimek játszanak szerepet mindkettőben. Az alábbi csoportosítás a növényi szekunder metabolitok főbb csoportjait tartalmazza, néhány példával a jelentősebb képviselőik közül.
- Alkaloidok (aminosav eredetű, nitrogéntartalmú vegyületek ):
  - Atropin, a nadragulya vegyülete
  - Kokain, a kokacserje stmuláns, pszichoaktív alkaloidja
  - Kodein és morfin, a mák fájdalomcsillapító és köhögéscsillapító alkaloidjai
  - Tetrodotoxin, a gömbhalban található neurotoxin
  - Vinkrisztin és vinblasztin, a rózsás meténgben található, daganatellenes hatással rendelkező vegyületek
- Terpenoidok (ld. szemiterpén oligomerizáció):
  - Artemizinin, az egynyári üröm szeszkviterpénje, maláriaellenes gyógyszer-hatóanyag
  - Ingenol-3-angelát, vézna kutyatejben megtalálható diterpén, amely bizonyos rákos állapotokat megelőző bőrelváltozások kezelésére alkalmazható
  - Tetrahidrokannabinol (THC), az indiai kenderben (Cannabis sativa var. indica) található pszichoaktív vegyület
  - Szteroidok
- Fenolos vegyületek
  - Flavonoidok 
    - Rutin, számos gyógynövényben jelen lévő, érvédő hatású flavonoid

  - Egyéb fenoloidok
    - Rezveratrol, nagy mennyiségben fordul elő a kékszőlőben